# ISO 3166-2:AF
ISO 3166-2:AF è la specifica normativa ISO 3166-2, parte dello standard ISO 3166 pubblicato dall'International Organization for Standardization (ISO), che definisce i codici per i nomi delle principali suddivisioni dell'Afghanistan (il cui codice ISO 3166-1 alpha-2 è AF).
Attualmente i codici sono definiti per 34 province; ogni codice è diviso in due parti, separate da un trattino: iniziano per AF- a cui seguono poi 3 lettere.

## Codici
I seguenti codici sono elencati secondo lo standard ufficiale pubblicato dalla ISO 3166 Maintenance Agency (ISO 3166/MA).
| Codice | Nome della provincia |
| ------ | -------------------- |
| AF-BDS | Badakhshan           |
| AF-BDG | Badghis              |
| AF-BGL | Baghlan              |
| AF-BAL | Balkh                |
| AF-BAM | Bamiyan              |
| AF-DAY | Daikondi             |
| AF-FRA | Farah                |
| AF-FYB | Faryab               |
| AF-GHA | Ghazni               |
| AF-GHO | Ghowr                |
| AF-HEL | Helmand              |
| AF-HER | Herat                |
| AF-JOW | Jowzjan              |
| AF-KAB | Kabul [Kābol]        |
| AF-KAN | Kandahar             |
| AF-KAP | Kapisa               |
| AF-KHO | Khowst               |
| AF-KNR | Konar [Kunar]        |
| AF-KDZ | Konduz [Kunduz]      |
| AF-LAG | Laghman              |
| AF-LOG | Lowgar               |
| AF-NAN | Nangarhar            |
| AF-NIM | Nimruz               |
| AF-NUR | Nurestan             |
| AF-URU | Oruzgan [Urūzgān]    |
| AF-PIA | Paktia               |
| AF-PKA | Paktika              |
| AF-PAN | Panjshir             |
| AF-PAR | Parvan               |
| AF-SAM | Samangan             |
| AF-SAR | Sar-e Pol            |
| AF-TAK | Takhar               |
| AF-WAR | Vardak [Wardag]      |
| AF-ZAB | Zabol [Zābul]        |

## Cambiamenti
I seguenti cambiamenti all'ISO 3166-2:AF sono stati attuati e annunciati in apposite newsletter dall'ISO 3166/MA dalla prima pubblicazione dell'ISO 3166-2 nel 1998:
| Newsletter                                             | Data di pubblicazione | Descrizione del cambiamento |
| ------------------------------------------------------ | --------------------- | --------------------------- |
| I-6 Archiviato il 12 gennaio 2012 in Internet Archive. | 2004-03-08            | Aggiunte 2 province.        |
| I-7 Archiviato il 6 giugno 2011 in Internet Archive.   | 2005-09-13            | Aggiunte 2 province.        |

### Newsletter I-6
- Aggiunta: Khowst (AF-KHO); Nūrestān (AF-NUR)

### Newsletter I-7
- Aggiunta: Dāykondī (AF-DAY); Panjshīr (AF-PAN)